# Hyphoraia aulica
Hyphoraia aulica là một loài bướm đêm thuộc phân họ Arctiinae, họ Erebidae. Nó được tìm thấy ở the temperate areas của Trung Âu tới khu vực xung quanh sông Amur to the East và up to Balkan và Biển Black to the South.

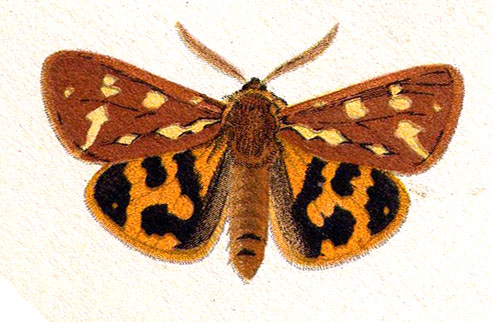
Hình minh họa

Sải cánh dài 34–38 mm. Con trưởng thành bay từ tháng 5 đến tháng 7 tùy theo địa điểm.
Ấu trùng ăn various plants, bao gồm các loài Achillea, Hieracium, Euphorbia, Knautia và Taraxacum.

## Hình ảnh

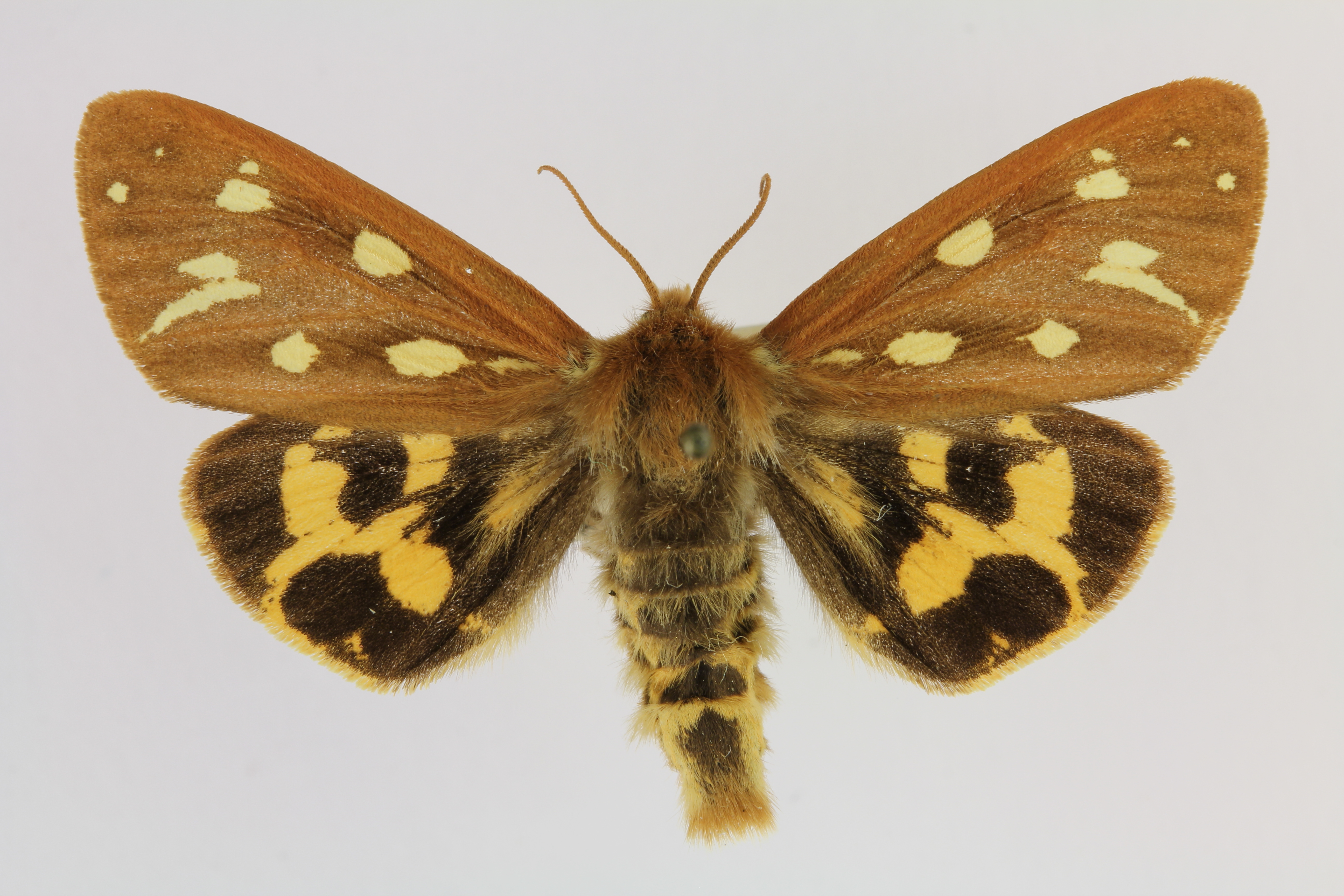